# ریزا زالامدا
 ریزا زالامدا (انگلیسی: Riza Zalameda؛ زادهٔ ۱۰ فوریهٔ ۱۹۸۶) یک تنیس‌باز اهل ایالات متحده آمریکا است.